# Imre Kálmán

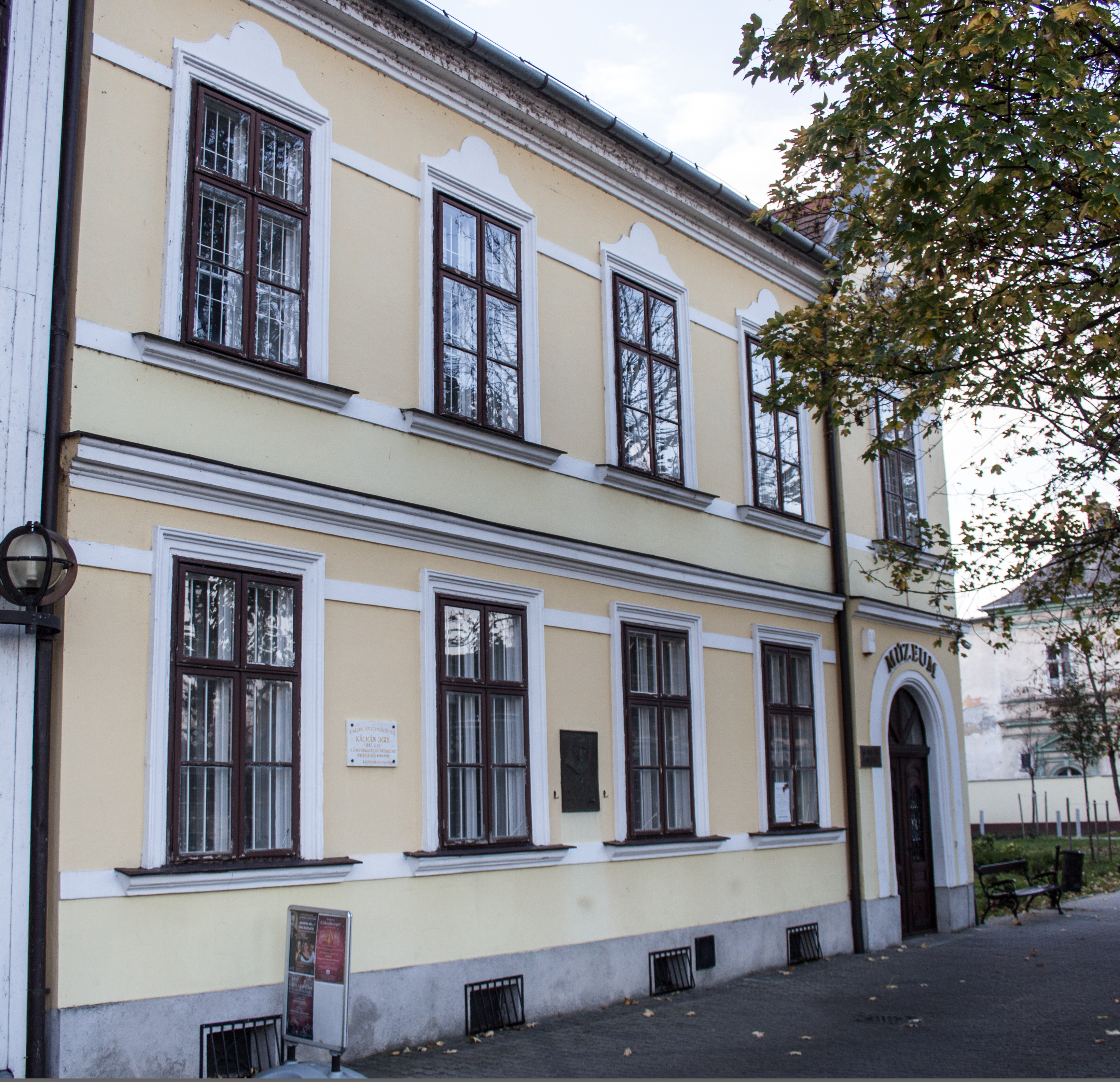
Edificio del museo Imre Kálmán.

Imre Kálmán, también conocido en alemán como Emmerich Kálmán (Siófok, 24 de octubre de 1882-París, 30 de octubre de 1953) fue un compositor húngaro de operetas.

## Biografía
Nacido en Siófok, en la orilla sur del lago Balatón, Hungría (antigua Austria-Hungría) en el seno de una familia judía, Emmerich Kálmán estaba destinado inicialmente a convertirse en pianista, pero debido a la aparición temprana de artritis, se centró en la composición. Estudió teoría musical y composición en la Academia de Música de Budapest, donde fue compañero de estudios de Béla Bartók, Zoltán Kodály y Hans Kössler. Si bien sus primeros poemas sinfónicos fueron bien recibidos, no logró que llegasen a publicarse.
Sin embargo, la popularidad de sus canciones de cabaret humorístico lo llevó hacia la composición de operetas. Su primer gran éxito fue Ein Herbstmanöver (Una maniobra de otoño), estrenado el 22 de febrero de 1908 en el Lustspieltheater de Budapest. Posteriormente se trasladó a Viena, donde alcanzó fama mundial mediante la composición de sus operetas Der Zigeunerprimas (El prímás gitano), Die Csárdásfürstin (La princesa gitana), Gräfin Mariza (La condesa Maritza) y Die Zirkusprinzessin (La princesa del circo).
Emmerich Kálmán y Franz Lehár fueron los principales compositores de lo que se ha llamado la "Edad de Plata" de la opereta vienesa en el primer cuarto del siglo XX. Se hizo conocida por su fusión del vals de Viena con las csardas húngaras. Polifónica y melódicamente, Kálmán era un devoto seguidor de Giacomo Puccini, mientras que en los métodos de su orquestación empleó los principios característicos de la música de Chaikovski.
A pesar de su origen judío, fue uno de los compositores favoritos de Adolf Hitler. Después del Anschluss, rechazó la oferta de Hitler para convertirse en un "ario honorario" y se vio obligado a trasladarse primero a París y luego a los Estados Unidos, estableciéndose finalmente en California en 1940. Después de emigrar, las representaciones de sus obras fueron prohibidas en la Alemania nazi. Emigró de nuevo a Viena desde Nueva York en 1949 antes de trasladarse en 1951 a París, donde murió.

## Música con fecha y lugar de primera producción
- Tatárjárás – Budapest, 1908
  - Ein Herbstmanöver – Viena, 1909 (Versión alemana de Tatárjárás)
  - The Gay Hussars – Nueva York, 1909 (versión estadounidense de Tatárjárás)
  - Autumn Manoeuvres – Londres, 1912 (versión inglesa de Tatárjárás)
- Az obsitos – Budapest, 1910
  - Der gute Kamerad – Viena, 1911 (versión alemana de Az Obsitos)
  - Gold gab ich für Eisen – Viena, 1914 (revisión de Der gute Kamerad)
  - Her Soldier Boy – Nueva York, 1916
  - Soldier Boy – Londres, 1918
  - A Soldier's Promise – Wooster, Ohio, 2005
- Der Zigeunerprimas – Viena, 1912
  - Sari – Nueva York, 1914
- The Blue House – Londres, 1912
- Der kleine König – Viena, 1912
- Zsuzsi kisasszony – Budapest, 1915
  - Miss Springtime – Nueva York, 1916
  - Die Faschingsfee – Viena, 1917 (revisión alemana de Zsuzsi kisasszony)
- Die Csárdásfürstin – Viena, 1915
  - The Riviera Girl – Nueva York, 1917
  - The Gipsy Princess – Londres, 1921
  - The Csárdás Princess – Cleveland, 2010
- Das Hollandweibchen – Viena, 1920
  - A Little Dutch Girl – Londres, 1920
  - The Dutch Girl – Estados Unidos, 1925
- Die Bajadere – Viena, 1921
  - The Yankee Princess – Nueva York, 1922
- Gräfin Mariza – Viena, 1924
  - Countess Maritza – Nueva York, 1926
  - Maritza – Londres, 1938
- Die Zirkusprinzessin – Viena, 1926
  - The Circus Princess – Nueva York, 1927
- Golden Dawn – Nueva York, 1927
- Die Herzogin von Chicago – Viena, 1928
  - The Duchess of Chicago – Estados Unidos, 1929
- Das Veilchen vom Montmartre – Viena, 1930
  - Paris in Spring – Estados Unidos, 1930
  - A Kiss in Spring – Londres, 1932
- Der Teufelsreiter – Viena, 1932
- Kaiserin Josephine – Zúrich, 1936
- Miss Underground – escrita en 1942, no producida
- Marinka – Nueva York, 1945
- Arizona Lady – Berna, 1954